# Enzo Carella
Enzo Carella, all'anagrafe Vincenzo Carella (Roma, 8 gennaio 1952 – Roma, 21 febbraio 2017), è stato un cantautore italiano.

## Biografia
Scoperto da Alfonso Bettini e lanciato da Vincenzo Micocci, il suo primo singolo viene pubblicato dalla It nel 1976, con distribuzione RCA Italiana e la produzione artistica di Marco Luberti e Alfonso Bettini, produttori anche di Riccardo Cocciante, Fosse vero, un brano scritto assieme a Pasquale Panella, autore anche in seguito, di tutti i testi di Carella; l'anno successivo pubblica il suo primo album Vocazione, da cui viene tratto un secondo singolo, Malamore, che riscuote un certo successo radiofonico.
Partecipa al Festival di Sanremo 1979, classificandosi secondo con il brano Barbara. Sempre nel 1979 esce il secondo album dal titolo Barbara e altri Carella. Il disco riceve anche un premio per la grafica di copertina, composta da foto scattate nei pressi del Velodromo dell'EUR. I brani inseriti sui lati B di Barbara e Fosse vero, ossia Veleno e Si rivede ragazza non sono stati riproposti in alcun LP della produzione dell'artista.
Finita la collaborazione con Marco Luberti e con il gruppo da lui scelto (Maurizio Guarini alle tastiere, Carlo Pennisi alla chitarra, Fabio Pignatelli al basso e Agostino Marangolo alla batteria), Carella pubblica l'album Sfinge, che sancisce il canonico passaggio alla RCA Italiana ed è arrangiato questa volta da Elio D'Anna, flautista degli Osanna. Dopo questo disco il cantautore abbandona per qualche anno l'attività discografica; tornerà ad incidere solo nel 1992 con l'album Carella de Carellis, che presenta brani inediti sulla facciata A e pezzi di successo, provenienti dalle produzioni precedenti ma con missaggi differenti, sul lato B.
Segue tre anni dopo Se non cantassi sarei nessuno: l'Odissea di Carella e Panella (1995), concept album nel quale viene raffigurato in chiave moderna il percorso di Ulisse, anche il titolo si basa su giochi di parole in chiave omerica ("sarei nessuno", come il "Nessuno" letterario); molto note anche La pappa del cuore, L'occhio nero e Aspetta e S.p.A. (1992).
Il disco contiene anche due brani, La miseria e Partire precedentemente editi in un cd singolo del 1993. In particolare, Partire era stato sigla del programma televisivo di Telemontecarlo Appunti disordinati di viaggio; la veste grafica è composta da un ritocco dove il volto di Carella viene sovrapposto al Violinista verde di Marc Chagall.
Nel 2007 torna sul mercato con Ahoh Ye Nànà preceduto dal singolo Oggi non è domani. Anche per questo disco, che comprende undici nuovi brani, la firma dei testi è affidata a Pasquale Panella. L'album spazia dal cantautorato a influenze black e latine.
Il 18 agosto 2011 viene arrestato per produzione, traffico e detenzione illecita di sostanze stupefacenti, poiché coltivava 16 piante di Cannabis sativa per uso personale di marijuana nella propria abitazione: processato per direttissima, è stato rilasciato la mattina seguente perché incensurato.
Il 21 febbraio 2017 muore per un arresto cardiaco all'età di 65 anni, dopo aver passato qualche mese in terapia intensiva in condizioni comatose a seguito di una crisi respiratoria aggravata da già precarie condizioni cardiache.
Il 13 giugno 2019 gli album Barbara e altri Carella e Sfinge sono stati resi disponibili dalla Sony all'ascolto e al download digitale nelle varie piattaforme di streaming.
Fino ad allora i primi album completi dell'artista non erano mai stati pubblicati ufficialmente in nessun formato digitale.
Il 6 settembre e il 1º novembre 2019 l'etichetta "Music On Vinyl" ha ristampato rispettivamente gli album Barbara e altri Carella e Sfinge in un'edizione limitata in vinile blu, infine il 10 gennaio 2020 l'album Vocazione è stato ristampato dalla Sony in un'edizione limitata in vinile rosa.

## Discografia

### Album in studio
- 1977 – Vocazione
- 1979 – Barbara e altri Carella
- 1981 – Sfinge
- 1992 – Carella de Carellis
- 1995 – Se non cantassi sarei nessuno: l'Odissea di Panella e Carella
- 2007 – Ahoh Ye Nànà

### Raccolte
- 2004 – Enzo Carella - I grandi successi originali

### Singoli
- 1976 – Fosse vero/Si rivede ragazza
- 1977 – Malamore/L'anima pagliacciona
- 1978 – Amara/Carmè
- 1979 – Barbara/Veleno
- 1981 – Sfinge/Sì, si può
- 1992 – L'occhio nero/La pappa del cuore
- 1993 – La miseria/Partire
- 2007 – Oggi non è domani

### Altro
Canta una parte di testo in Aida '93, una nuova versione della celebre canzone di Rino Gaetano, cantata dai cantautori partecipanti all'iniziativa Tour in Città.
Cover
- Malamore, contenuta in Nove cover di Colapesce, 2012;
- Malamore, contenuta in riflessidilucio Vol. 4 (DP 0179436284), del gruppo Smogmagika, 2016;
- Mare sopra e sotto, contenuta in Discoteca Rock, del gruppo I Camillas, 2018.
- Malamore, eseguita da Riccardo Sinigallia per il film Lo spietato, 2019;
- Parigi, incisa da Avincola con Mille, 2024, parte dello spettacolo Avincola canta Carella;